# Maja Andrejevna Petrova
Maja Andrejevna Petrova, született Kaverina (oroszul: Майя Андреевна Петрова (Каверина); Volgográd, 1982. május 26. –) olimpiai bajnok orosz válogatott kézilabdázó, jelenleg az orosz Rosztov-Don játékosa.

## Pályafutása
Petrova szülővárosában, Volgográdban kezdett kézilabdázni. Az Akva Volgográd az 1990-es évek végének meghatározó orosz csapata volt, 2001-ben a felnőtt csapat tagjaként részese volt a bajnokság megnyerésének. 2003-ban igazolt a Rosztov-Donhoz, amely csapatnak azóta is tagja. 2015-ben, 2017-ben és 2018-ban ezzel a csapattal is sikerült bajnokságot nyernie.
A válogatottban is pályára lépett világeseményeken, részese volt az orosz sikereknek. 2009-ben világbajnok, 2016-ban Rióban pedig olimpiai bajnok lett. Az olimpiai győzelem után orosz állami kitüntetésben részesült, Vlagyimir Putyintól megkapta a Barátságért érdemrendet.
Petrova tagja volt a strandkézilabda-válogatottnak is, a 2004-ben rendezett Európa-bajnokságon és világbajnokságon is aranyérmes lett.

## Sikerei
- Olimpia győztese: 2016
- Világbajnokság győztese: 2009
- Európa-bajnokság 3. helyezett: 2008
- EHF-kupa győztese: 2017
- Orosz bajnokság győztese: 2001, 2015, 2017, 2018